# Tsukiji Hongan-ji
Tsukiji Hongan-ji (jap. 築地本願寺) – świątynia buddyjska szkoły Jōdo-shinshū (Prawdziwej Szkoły Czystej Ziemi) w dzielnicy Tsukiji w Tokio (Chūō-ku), w Japonii. Reprezentuje bardzo rzadki projekt oparty na starożytnych, indyjskich stylach buddyjskich.  

## Historia
Pierwsza świątynia została zbudowana w pobliżu Sensō-ji w dzielnicy Asakusa, ale spłonęła w pożarze w 1657 i odbudowano ją w obecnej lokalizacji w 1679 na parceli utworzonej na osuszonym dnie zatoki morskiej (tsukiji oznacza „ziemię odzyskaną” ). W 1923 świątynia została ponownie zniszczona przez pożar wywołany przez wielkie trzęsienie ziemi w Kantō. 
W 1934 główny budynek świątyni odbudowano w nietypowym stylu indyjskiego buddyzmu, według projektu architekta Chūty Itō (1867–1954), który słynął z zamiłowania do yōkai, tradycyjnych japońskich potworów i mitycznych stworów. Z tego powodu ozdobił on budynek kilkoma figurami wybranych zwierząt prawdziwych i mitycznych, takich jak m.in.: lew, feniksy, woły, małpy, pawie. Dachowi nadał kształt liścia drzewa bodhi. Na środku fasady przedstawiony jest kwiat lotosu. W głównej sali modlitwy zainstalowano duże organy (niemieckiej firmy Walcker Orgelbau, znanej także jako E. F. Walcker & Cie.) przekazane świątyni w 1970 roku przez Bukkyō Dendō Kyōkai (Society for the Promotion of Buddhism). Nad drzwiami można zobaczyć witraże. Są to elementy architektoniczne unikalne dla świątyni buddyjskiej.
Obiektem kultu w świątyni jest Budda Amida. W 2014 główna sala modlitewna świątyni, brama główna, północna i południowa oraz kamienne mury zostały desygnowane jako narodowe ważne dobra kultury.

## Galeria

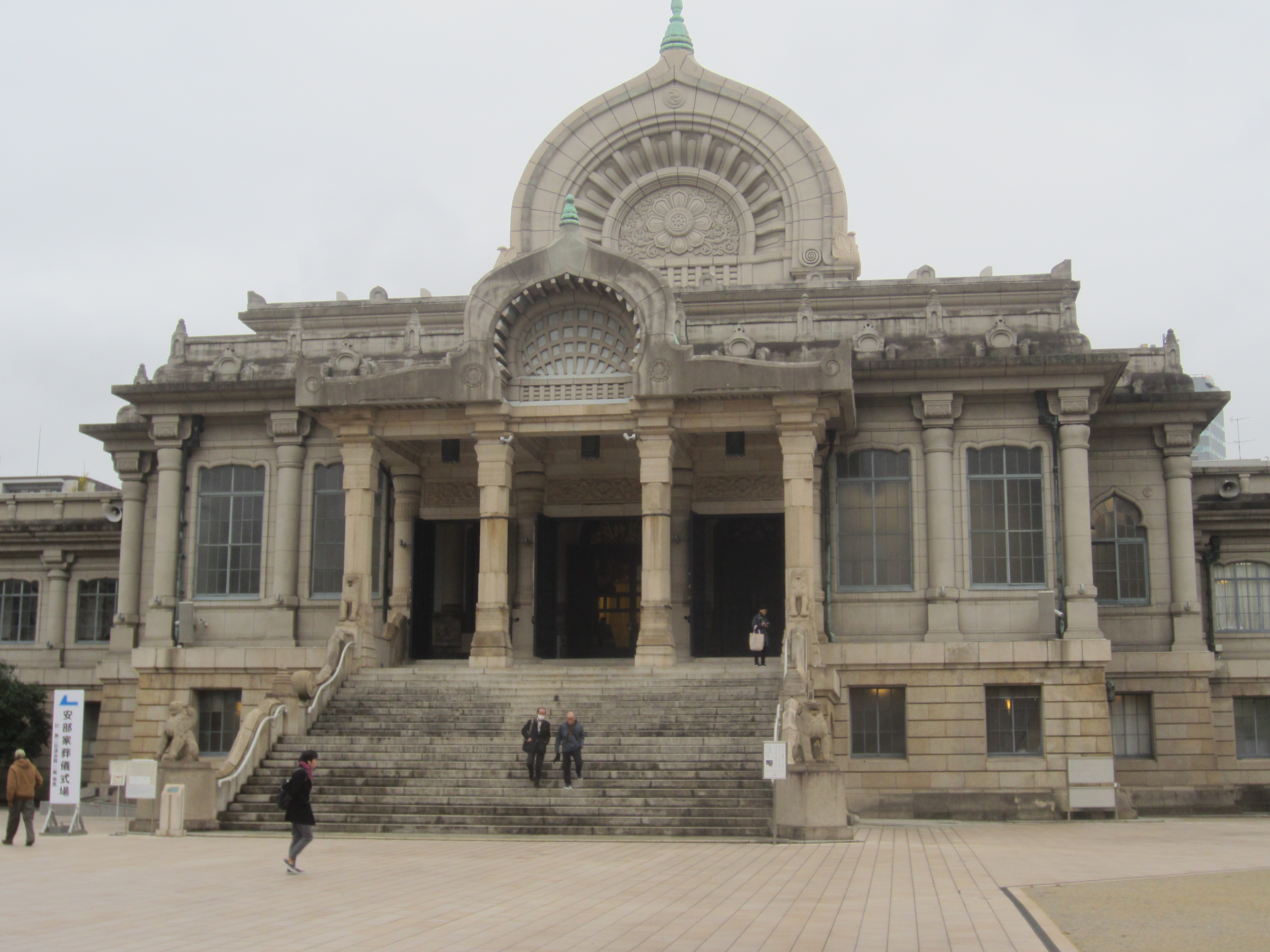
Centralna część głównego budynku
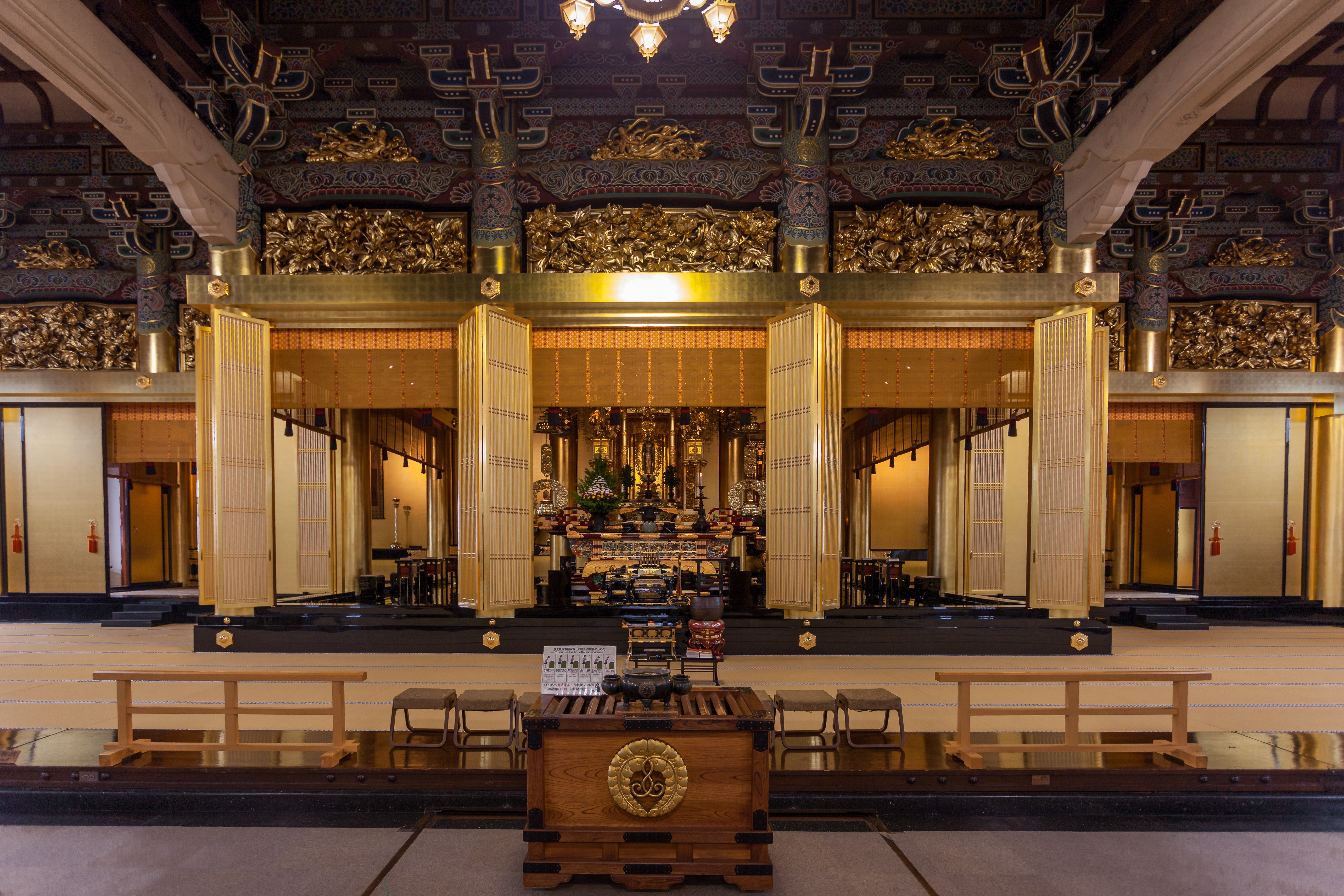
Wnętrze głównej sali
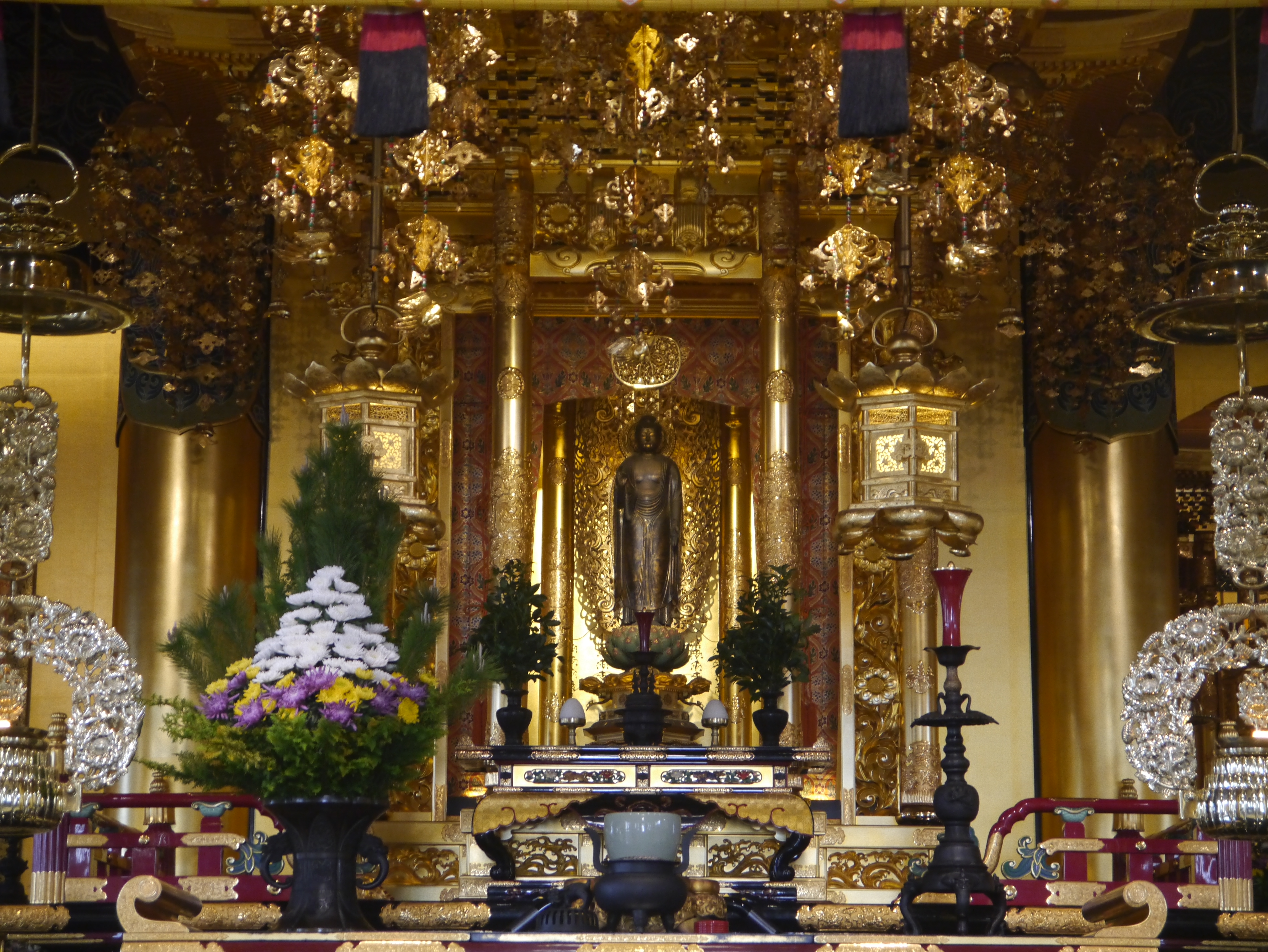
Posąg Amidy Nyorai
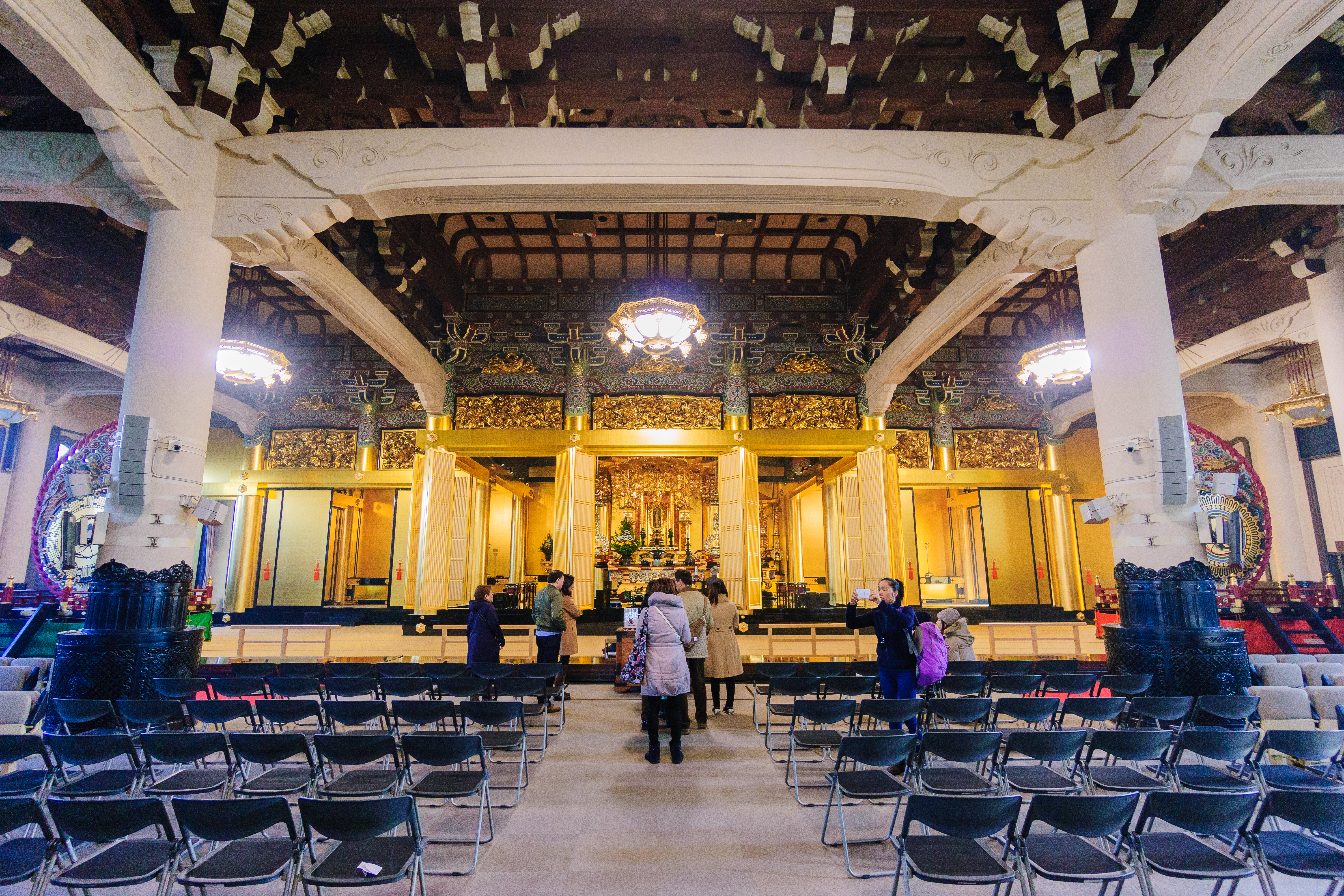
Główna sala modlitwy
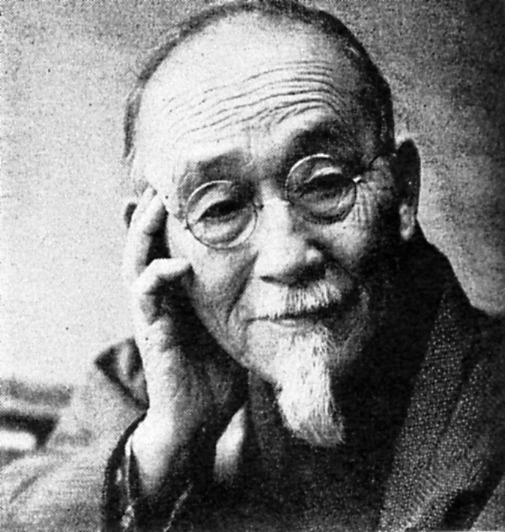
Achitekt Chūta Itō (1867–1954)